# 25-мм артиллерийская установка Mark 38
25-мм артиллерийская установка Mark 38 — одноствольная корабельная артиллерийская установка (АУ) на основе 25-мм автоматической пушки «Бушмастер» M242 c воздушным охлаждением, автоматика которой основана на применении внешнего цепного электропривода (цепная пушка — англ. chain gun). На первых модификациях (Mod. 0—1) стабилизация отсутствует, наведение ручное. Стрельба в полуавтоматическом (одиночными выстрелами) и автоматическом режимах.

## Разработка
Работы по созданию установки начались в 1977 году, когда ВМС США решили заменить устаревшую 20-мм пушку Mk. 16 (Oerlikon/Hispano-Suiza). В 1986 году появилась первая модель установки Mark 38 Mod. 0, разработанная NSWC Crane Division, которая затем была усовершенствована до версии Mark 38 Mod. 1, принятой на вооружение в 1988 году. Установка состояла из пушки «Бушмастер» M242 и станка Mark 88. Она обеспечивала средства для обороны и нападения против лёгких надводных и береговых целей.
В 2003 году компанией BAE Systems на основе приобретённого по лицензии дистанционно управляемого боевого модуля «Тайфун» с 25-мм автоматом «Бушмастер» M242, производства израильской компании Rafael, была разработана стабилизированная модификация артиллерийской установки Mark 38 Mod. 2, интегрированная в систему управления вооружением корабля. Дистанционно управляемая артиллерийская установка, поступившая на вооружение в 2005 году, получила полуавтоматическое наведение (ручное наведение как на предыдущих версиях также доступно) с оптико-электронной прицельной системой.

## Модификации
- 25-мм АУ Mark 38 Mod. 0 — первая версия артиллерийской установки на станке Mark 88 без стабилизации с ручным наведением (серийно не производилась).
- 25-мм АУ Mark 38 Mod. 1 — усовершенствованная версия Mod. 0 на станке Mark 88 с аналогичными характеристиками (с начала производства в 1987 году на вооружение ВМС и Береговой охраны США поступило порядка 387 единиц)[1].
- 25-мм АУ Mark 38 Mod. 2 — стабилизированная дистанционно управляемая модификация на станке Mark 38 Mod. 2 с полуавтоматическим наведением (также c возможностью ручного наведения) и оптико-электронной прицельной системой, позволяющей осуществлять захват и автосопровождение цели, включающей в себя теле- и тепловизионный каналы, а также лазерный дальномер и баллистический вычислитель[3].
- 25-мм АУ Mark 38 Mod. 3 — усовершенствованная версия Mod. 2 на станке Mark 38 Mod. 3 с обновлённым электронным оборудованием, включающая в себя возможность установки спаренного 7,62-мм пулемёта[4].

## Операторы
| Страна    | Организация                                   | Носители |
| --------- | --------------------------------------------- | --- |
| Австралия | Королевский австралийский военно-морской флот | Патрульные катера типа «Армидейл», Универсальные десантные корабли типа «Канберра», Эскадренные миноносцы типа «Хобарт» |
| Канада    | Королевский военно-морской флот Канады        | Патрульные корабли класса Harry DeWolf |
| Грузия    | Береговая охрана Грузии                       | Патрульные катера типа «Айленд» |
| Филиппины | Военно-морские силы Филиппин                  | Патрульные корабли класса «Дель Пилар», Патрульные корабли типа «Циклон» |
| Сингапур  | Военно-морские силы Сингапура                 | Десантно-вертолётные корабли-доки типа «Эндуранс», Фрегаты типа «Формидэбл» |
| Испания   | Военно-морские силы Испании                   | Патрульные корабли класса «Метеоро» |
| США       | Военно-морские силы США                       | Универсальные десантные корабли типа «Америка», Эскадренные миноносцы типа «Арли Бёрк», Корабли управления типа «Блю Ридж», Патрульные корабли типа «Циклон», Плавучие базы подводных лодок класса "Эмори С.", Десантные корабли-доки типа «Харперс Ферри»,Авианосцы типа «Джеральд Р. Форд», Патрульные катера проекта Mark VI, Авианосцы типа «Нимиц», Ракетные крейсера типа «Тикондерога», Универсальные десантные корабли типа «Уосп», Десантные корабли-доки типа «Уидби Айленд» |
| США       | Береговая охрана США                          | Катера класса «Хэритэд», Катера класса «Рилаинс», Катера класса «Сентинел» |
| Украина   | Военно-морские силы Украины                   | Патрульные катера типа «Айленд» |

## Галерея

Mk. 38 Mod. 1 — артиллерийская установка с ручным наведением
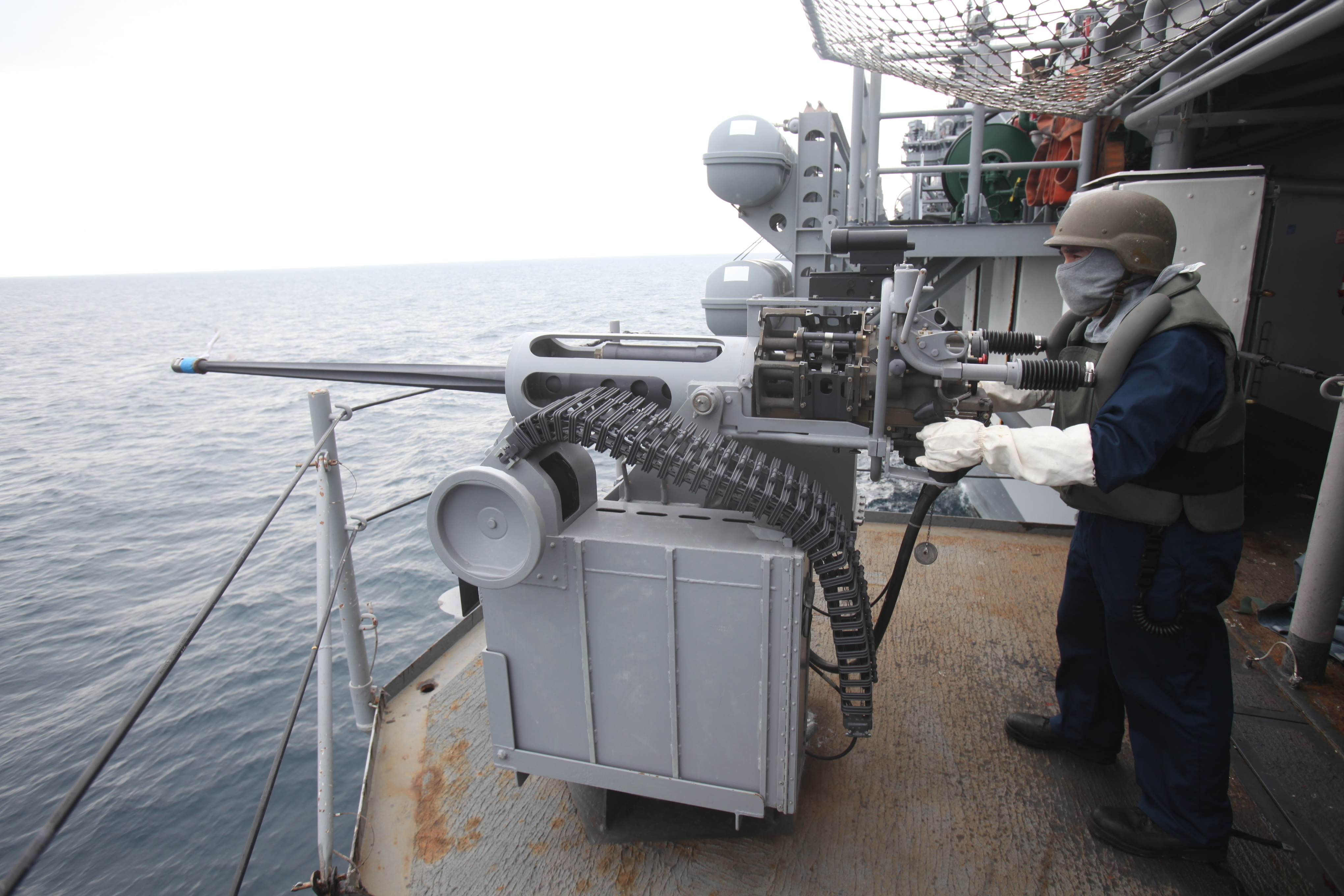
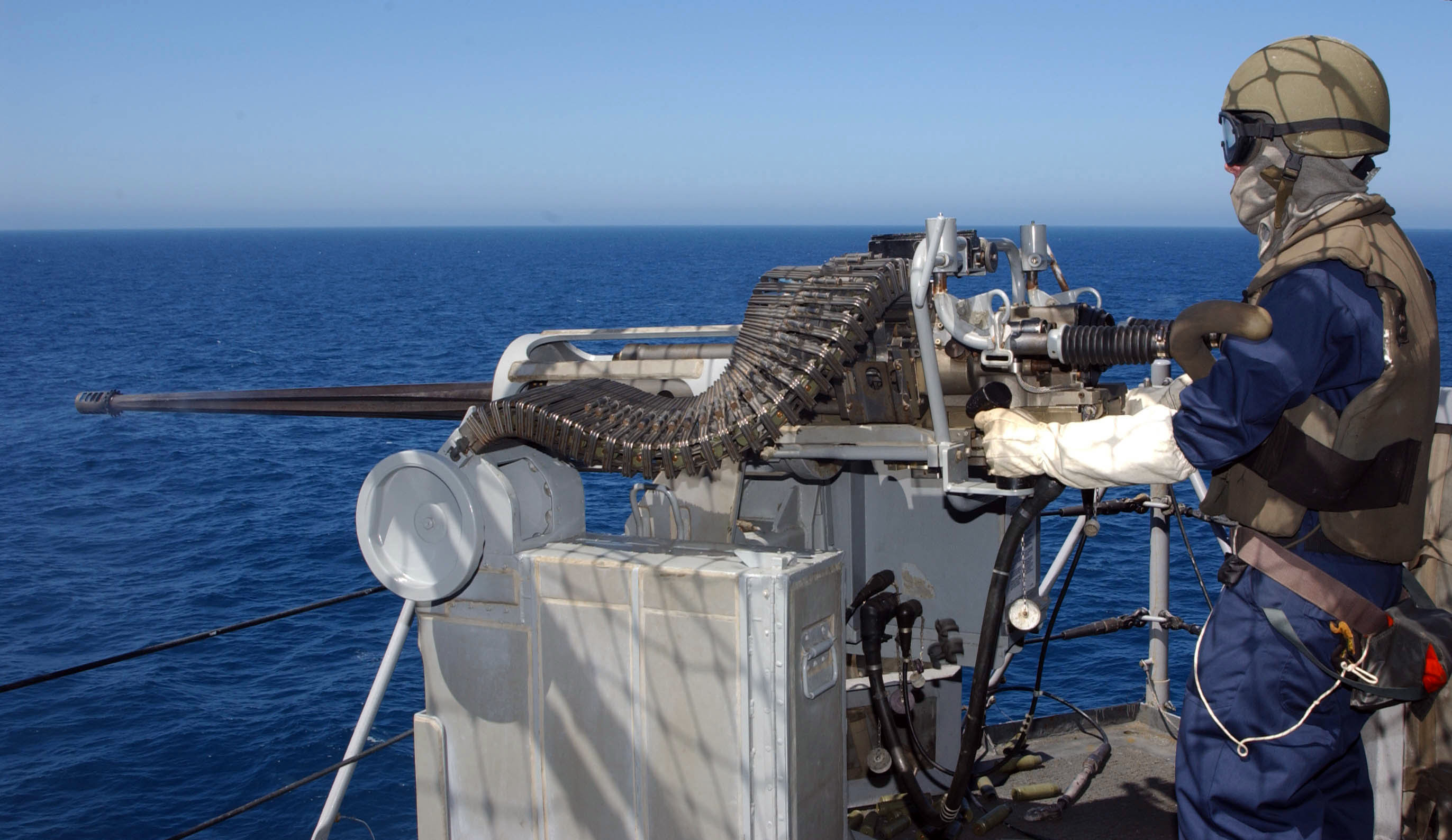
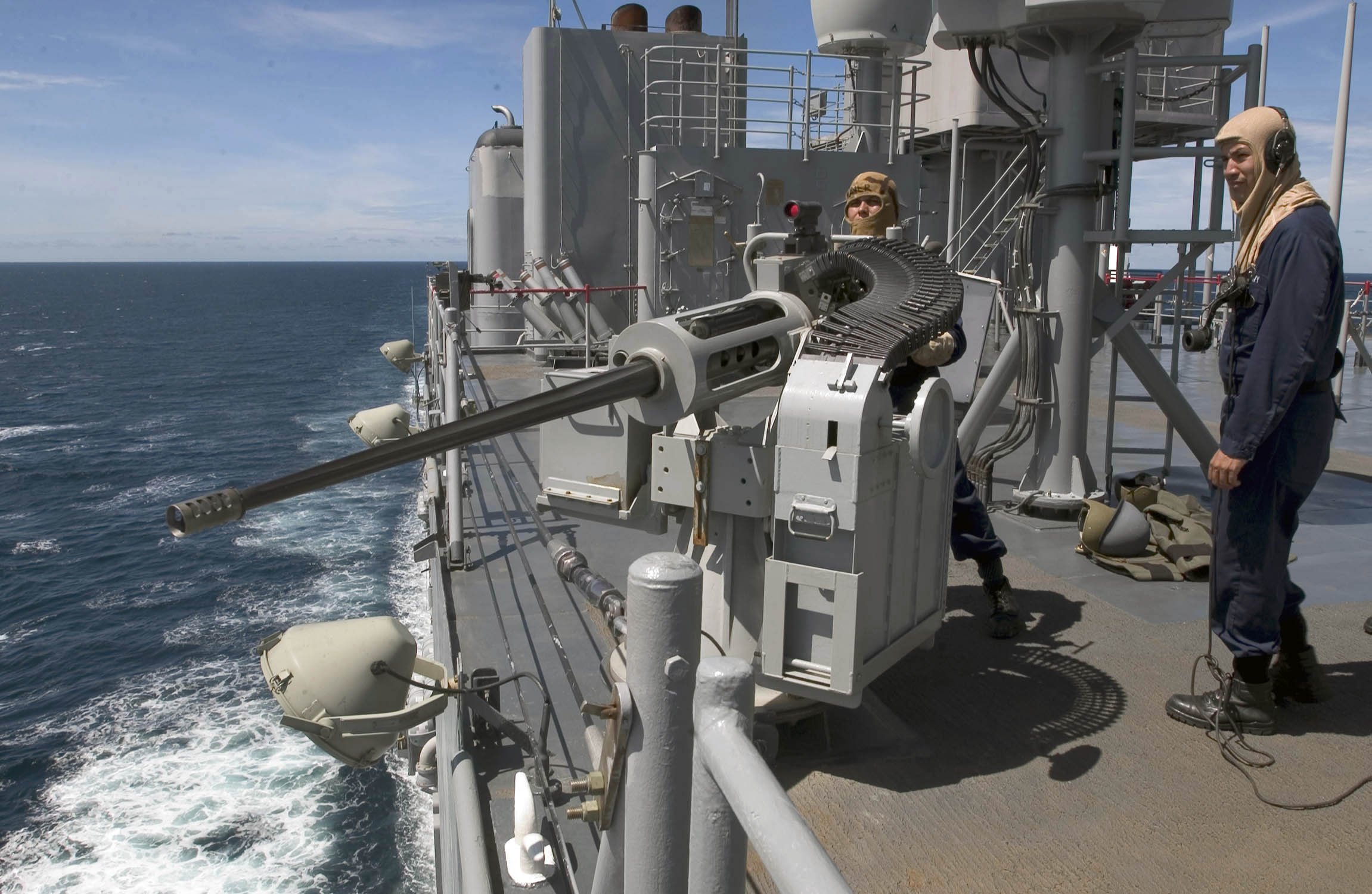
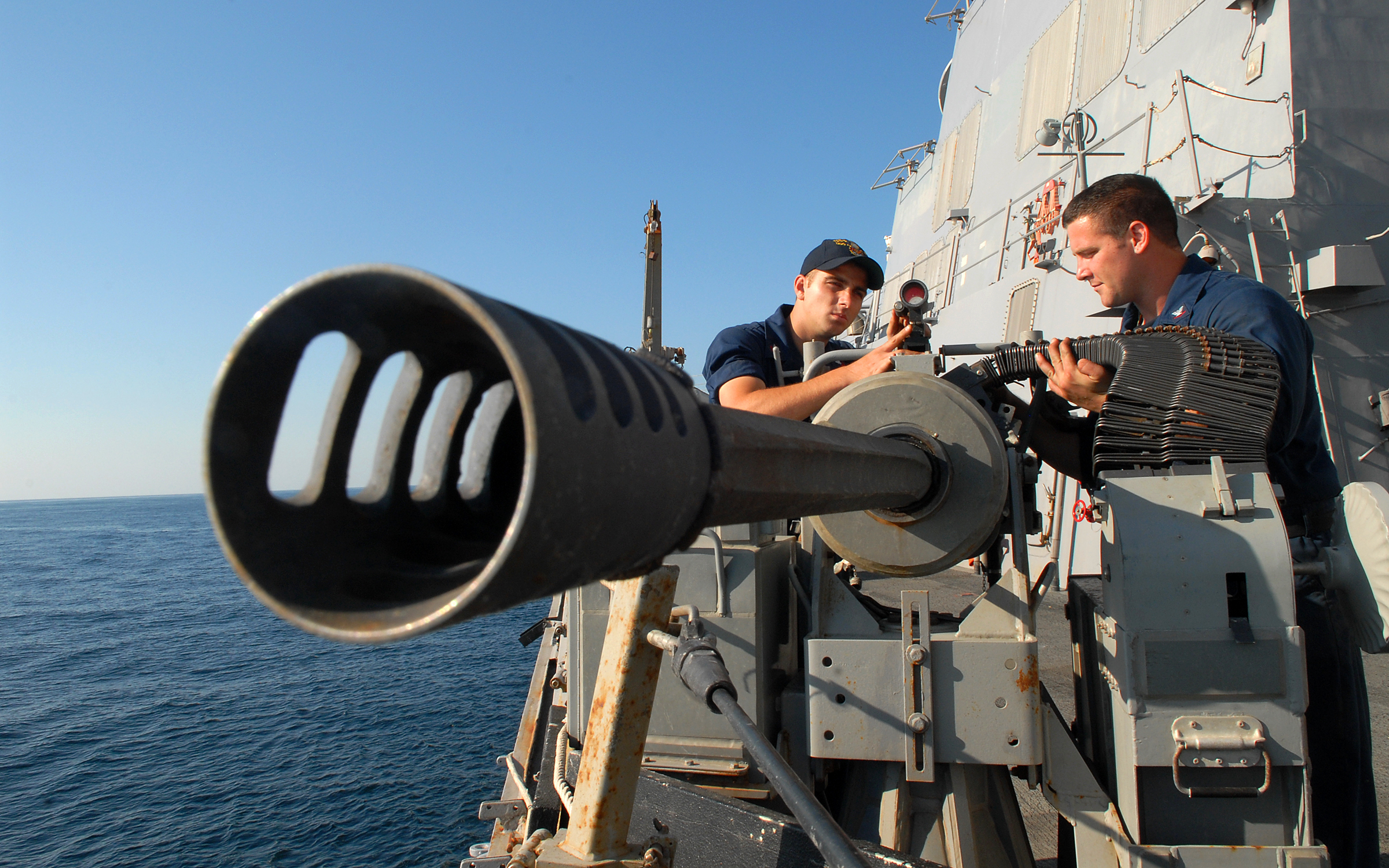
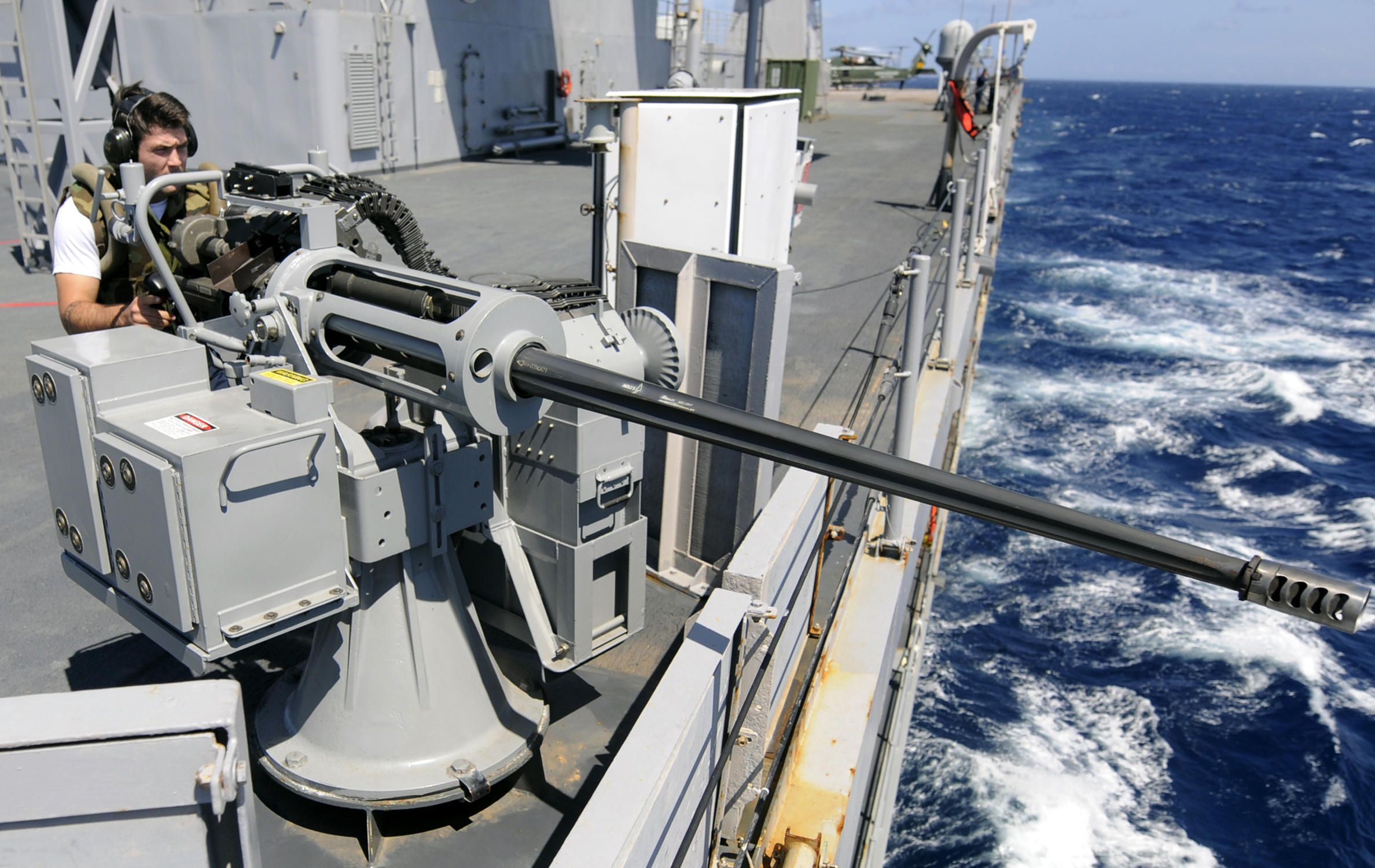
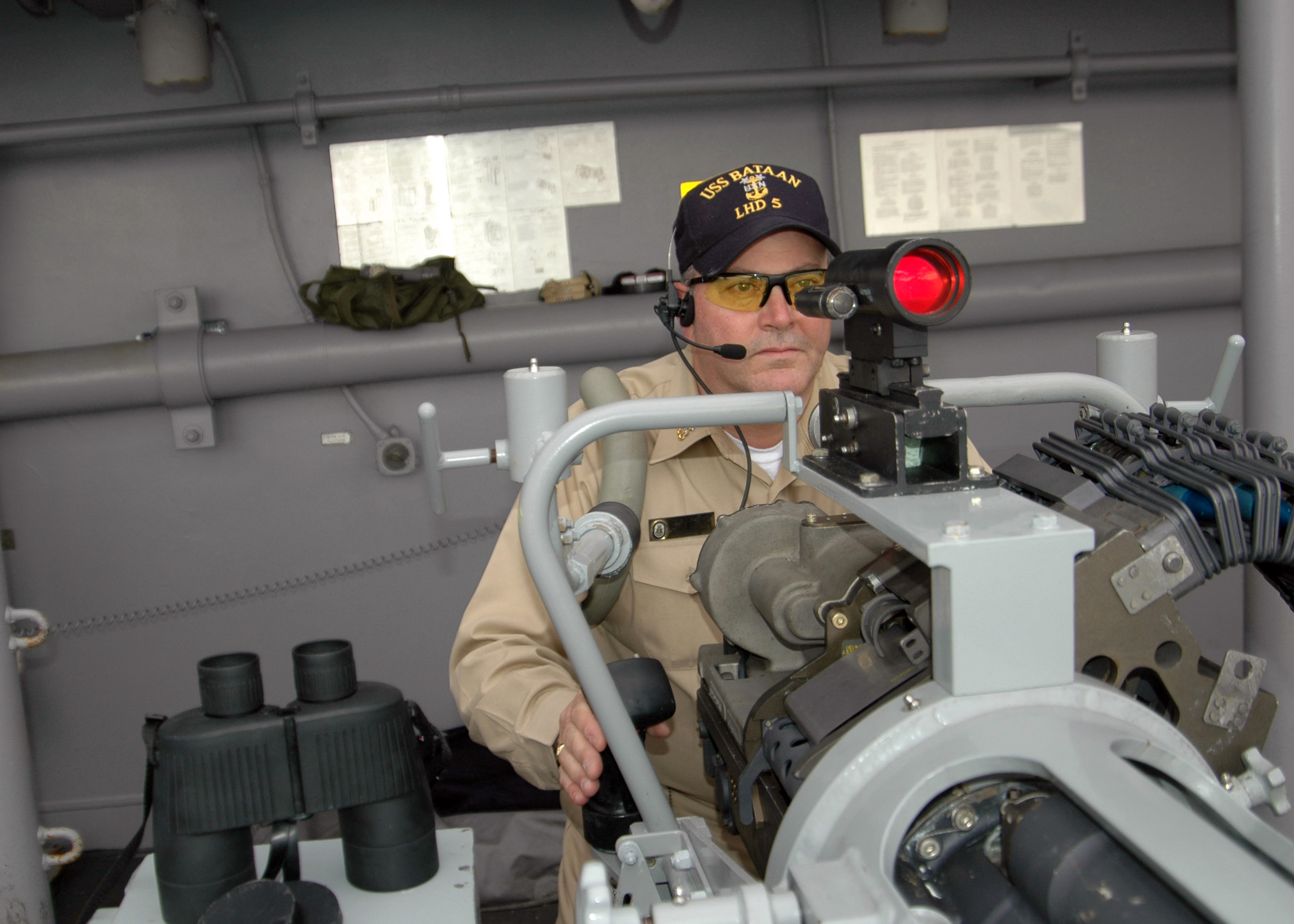
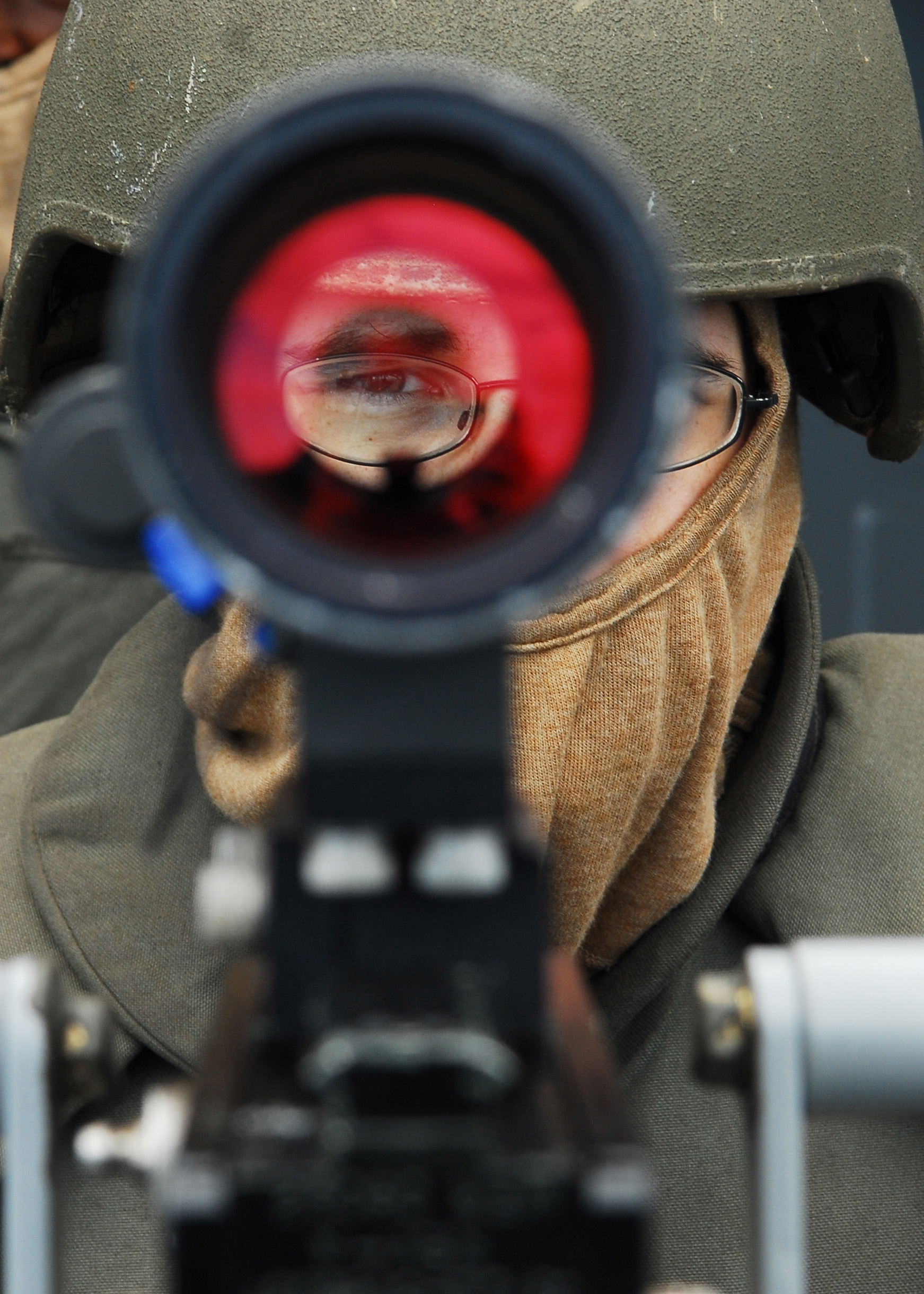
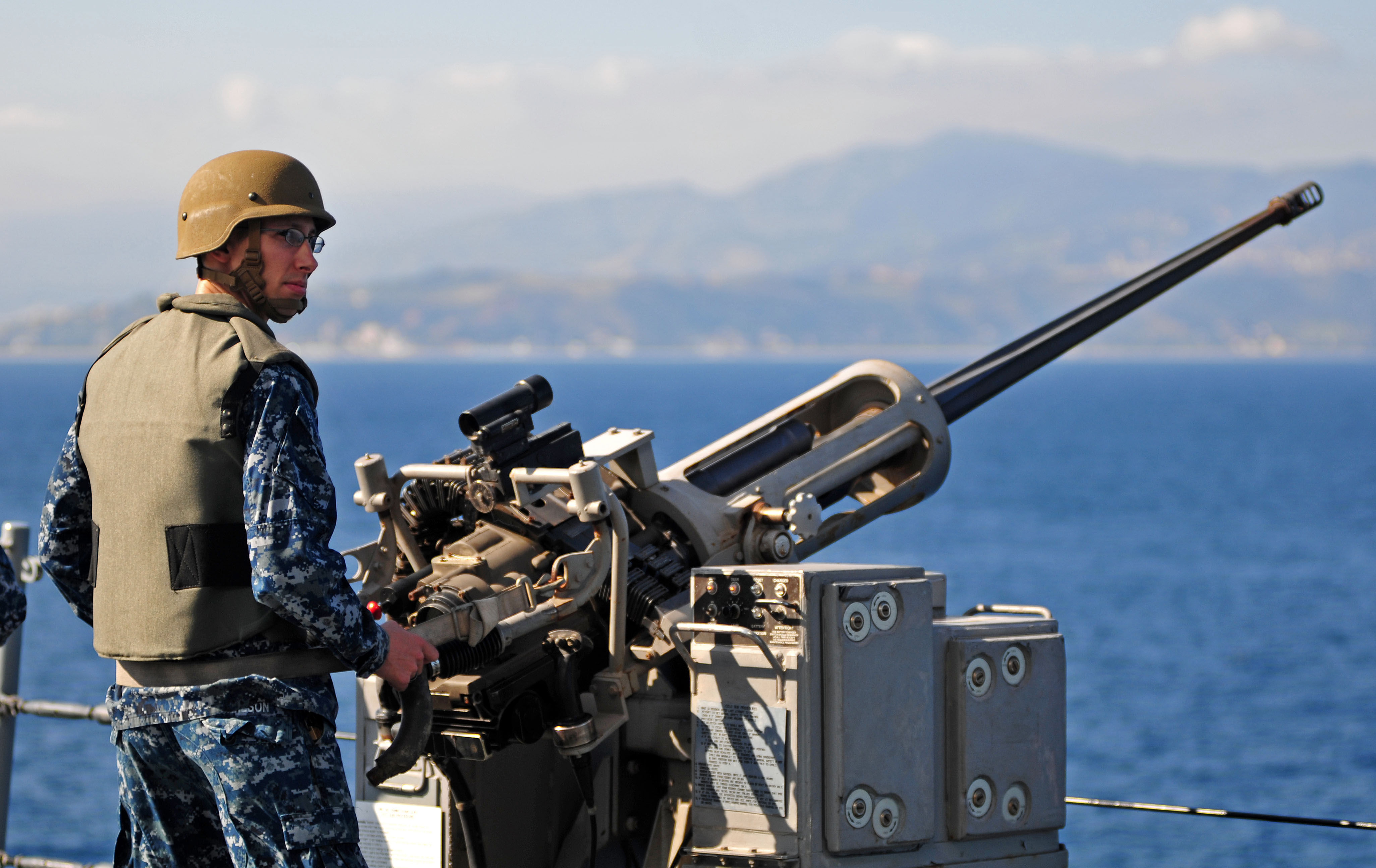

Mk. 38 Mod. 2 — дистанционно управляемая артиллерийская установка с полуавтоматическим наведением
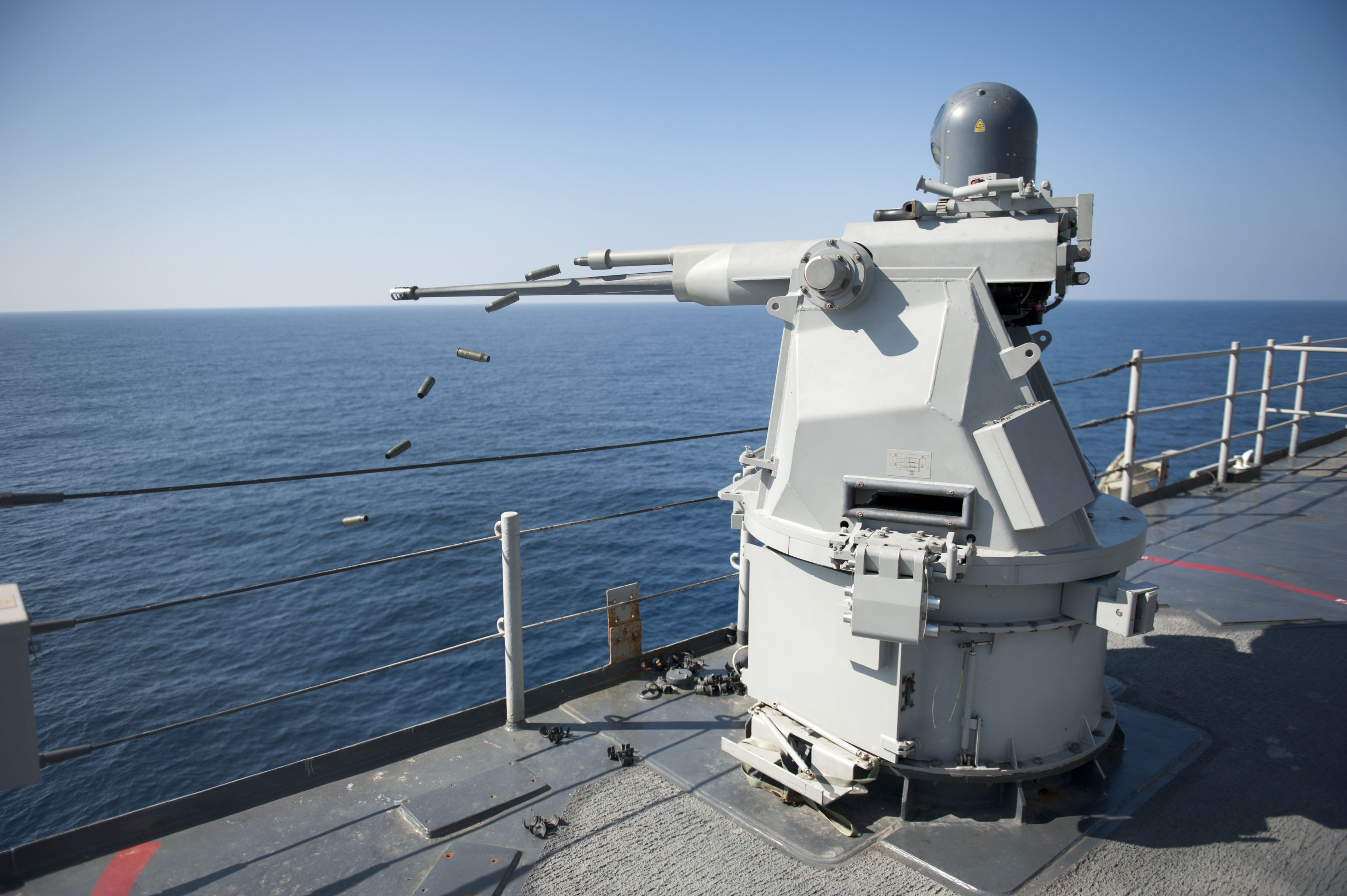
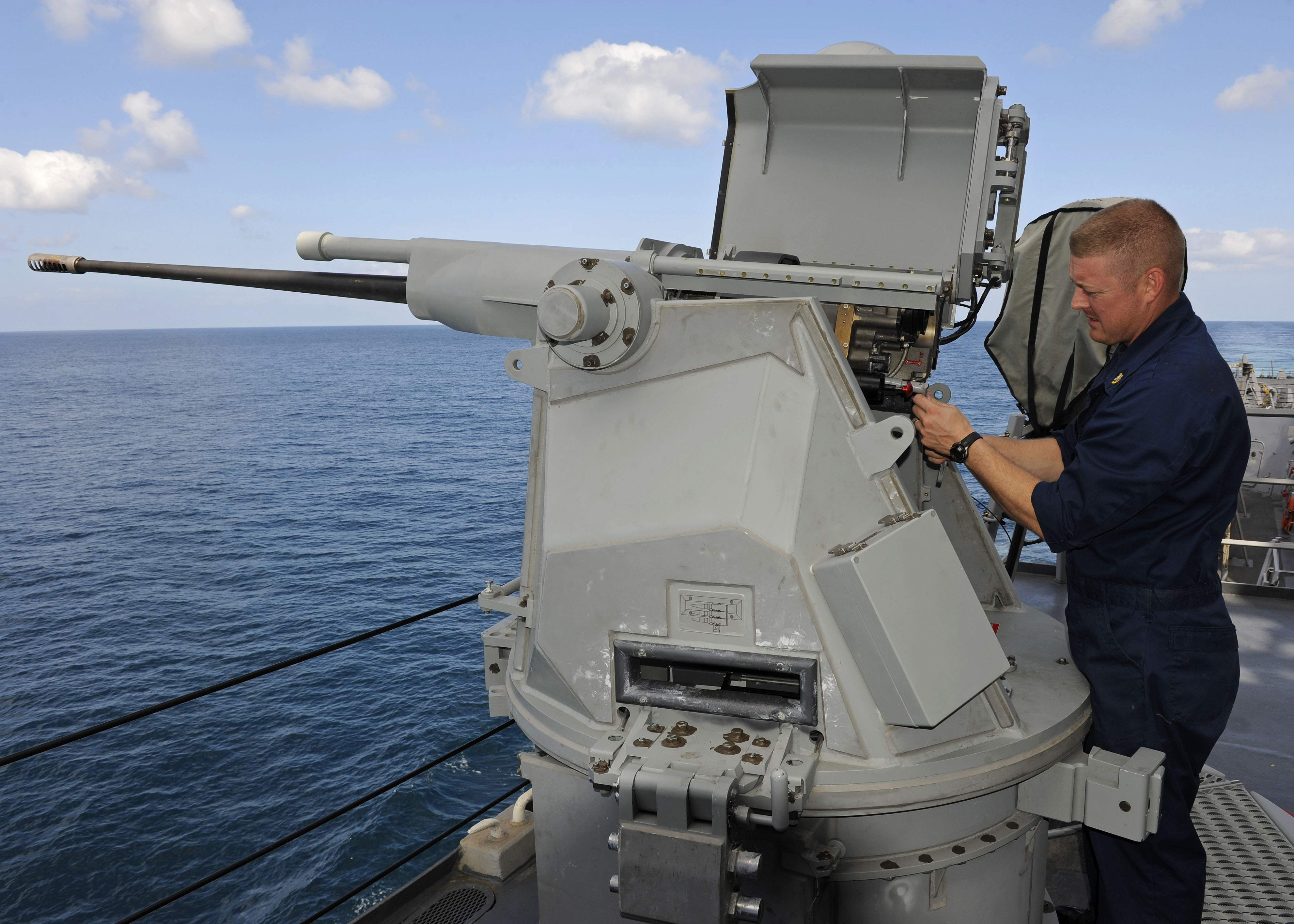
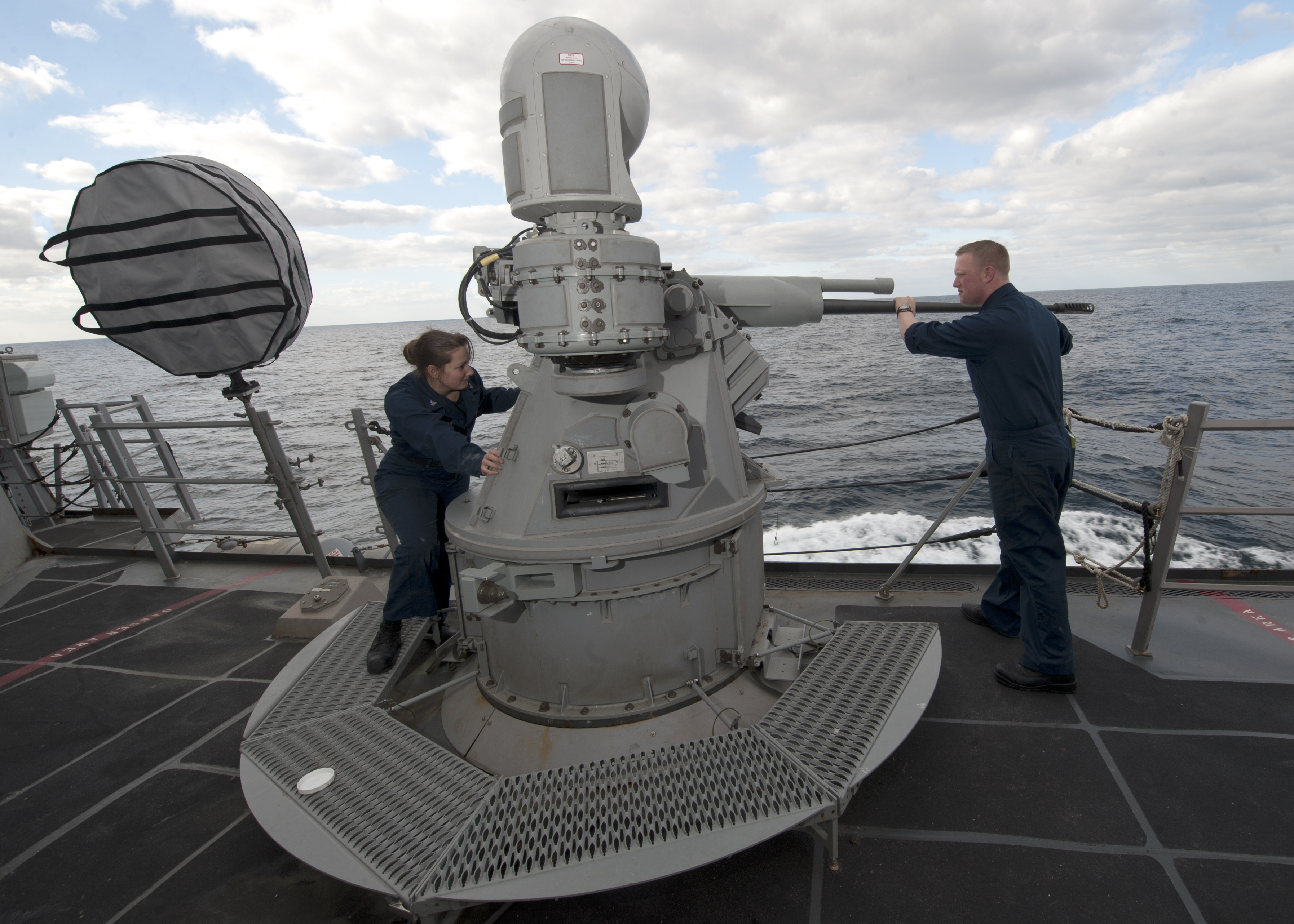
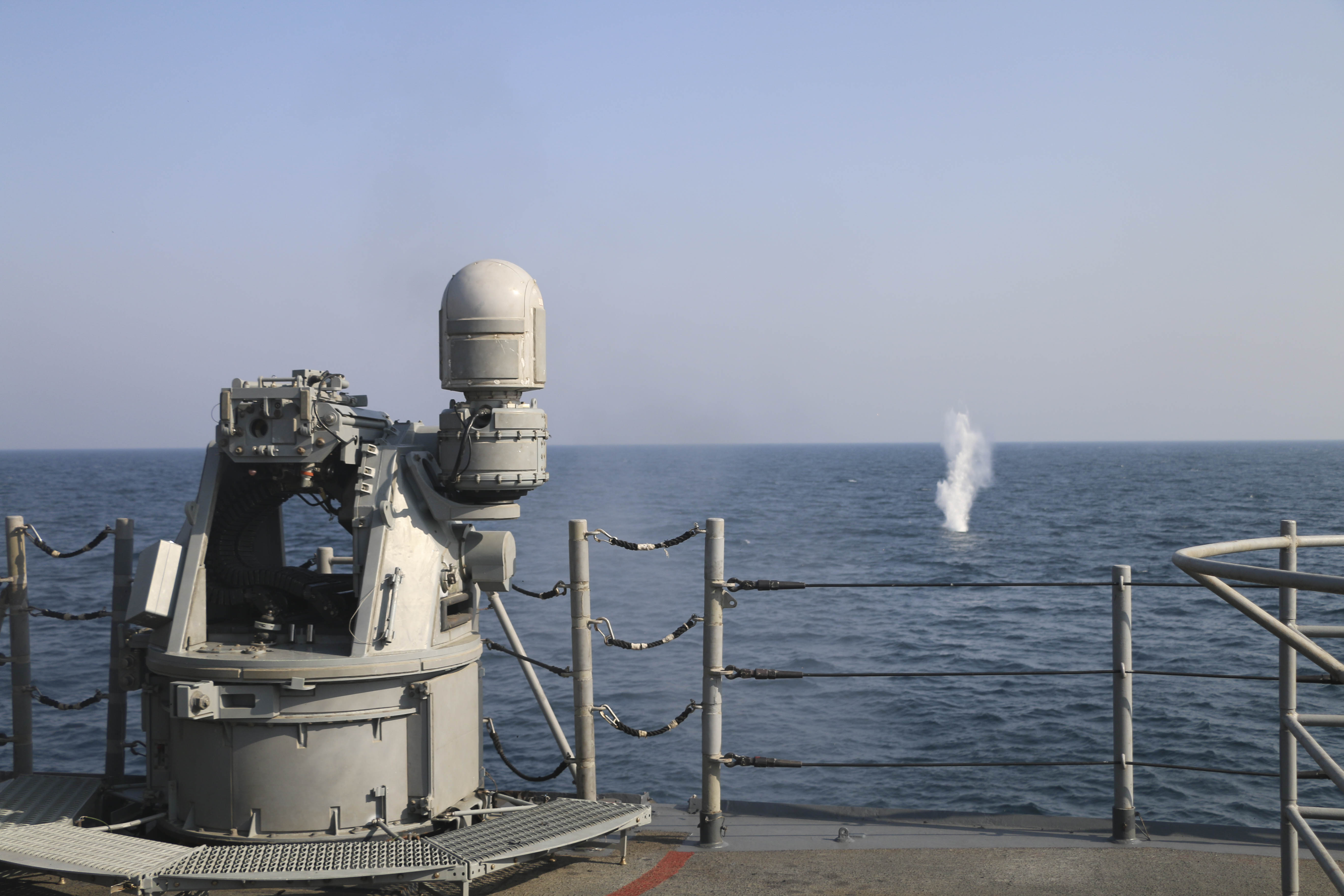
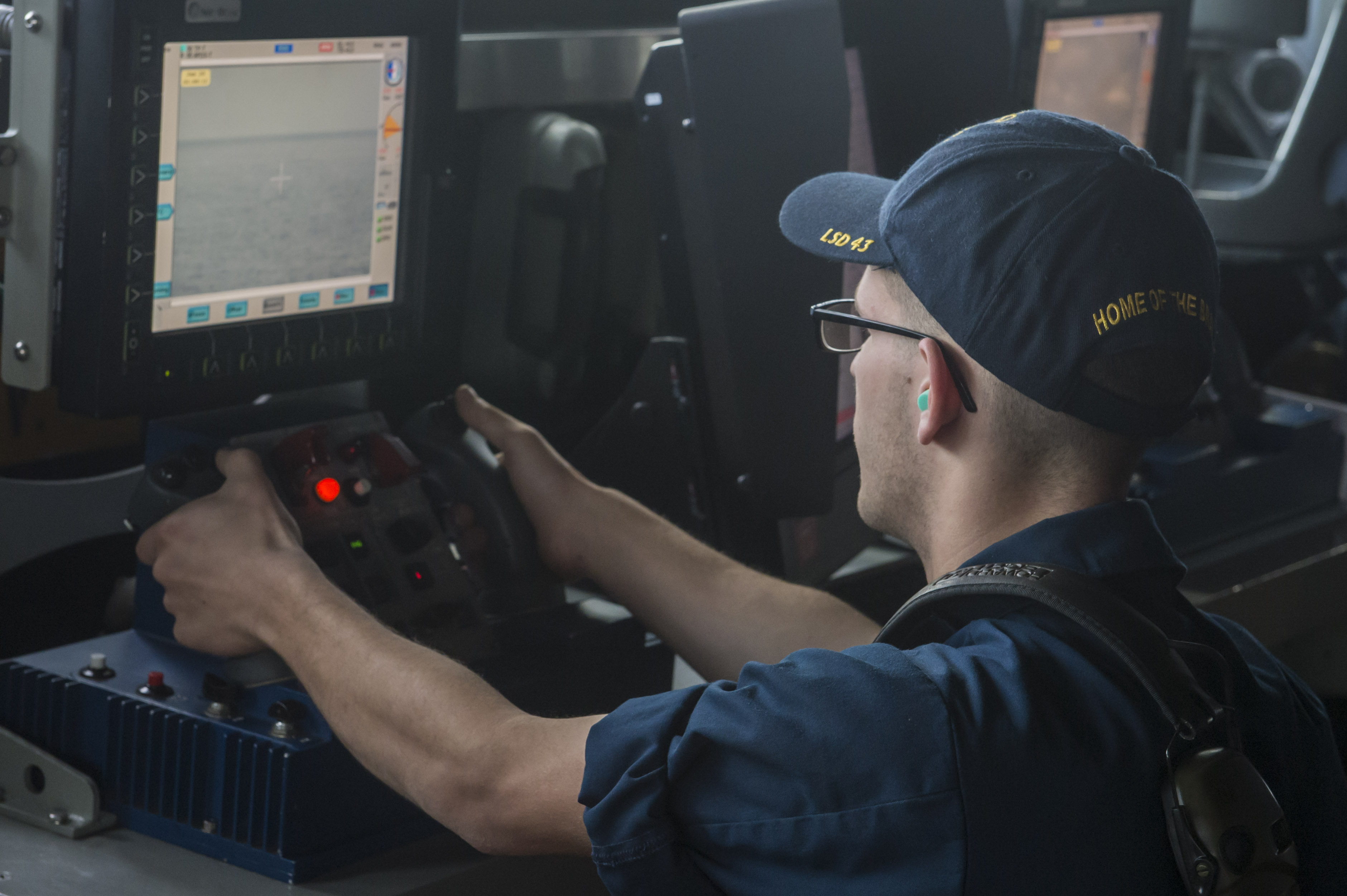
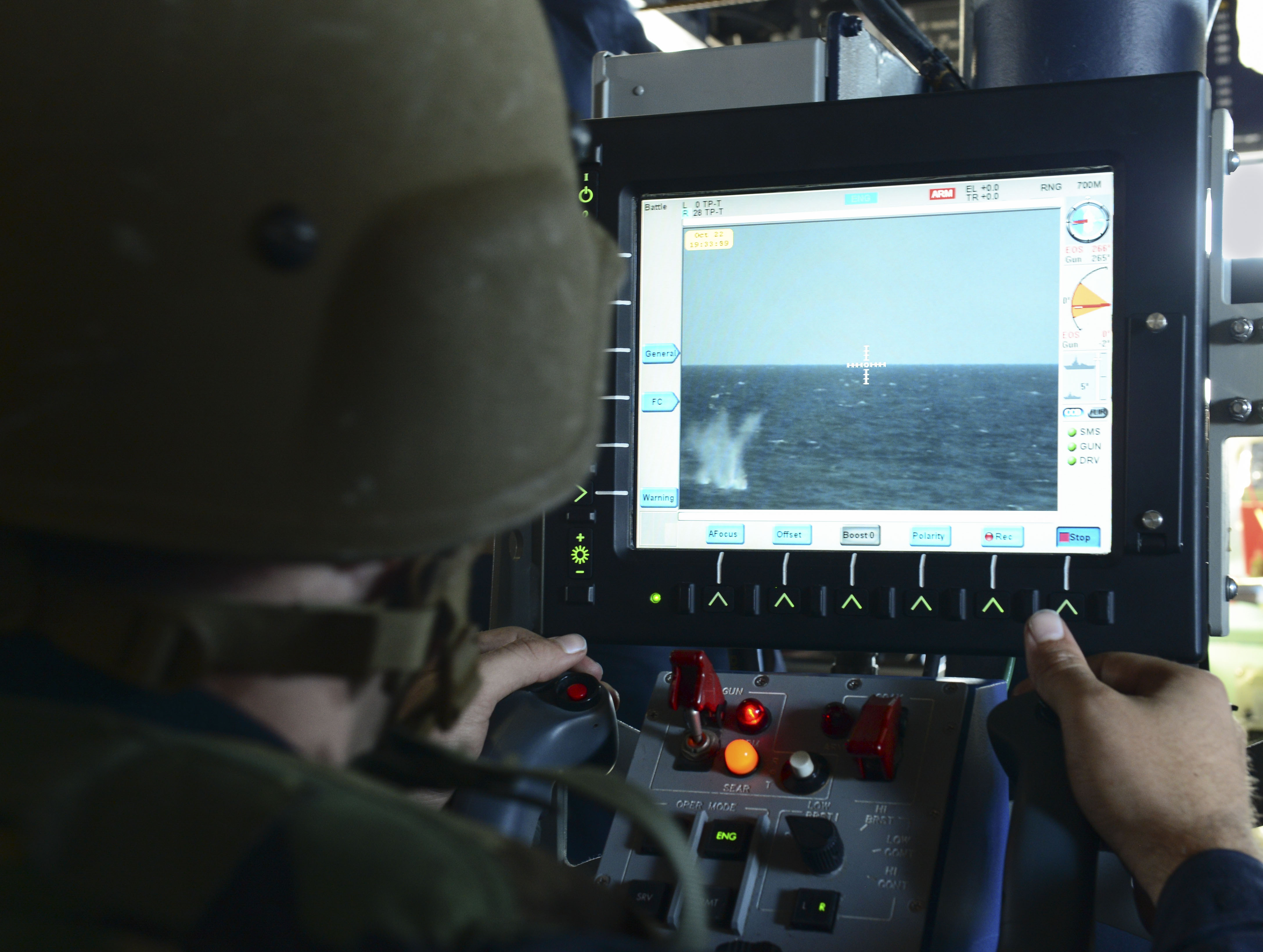
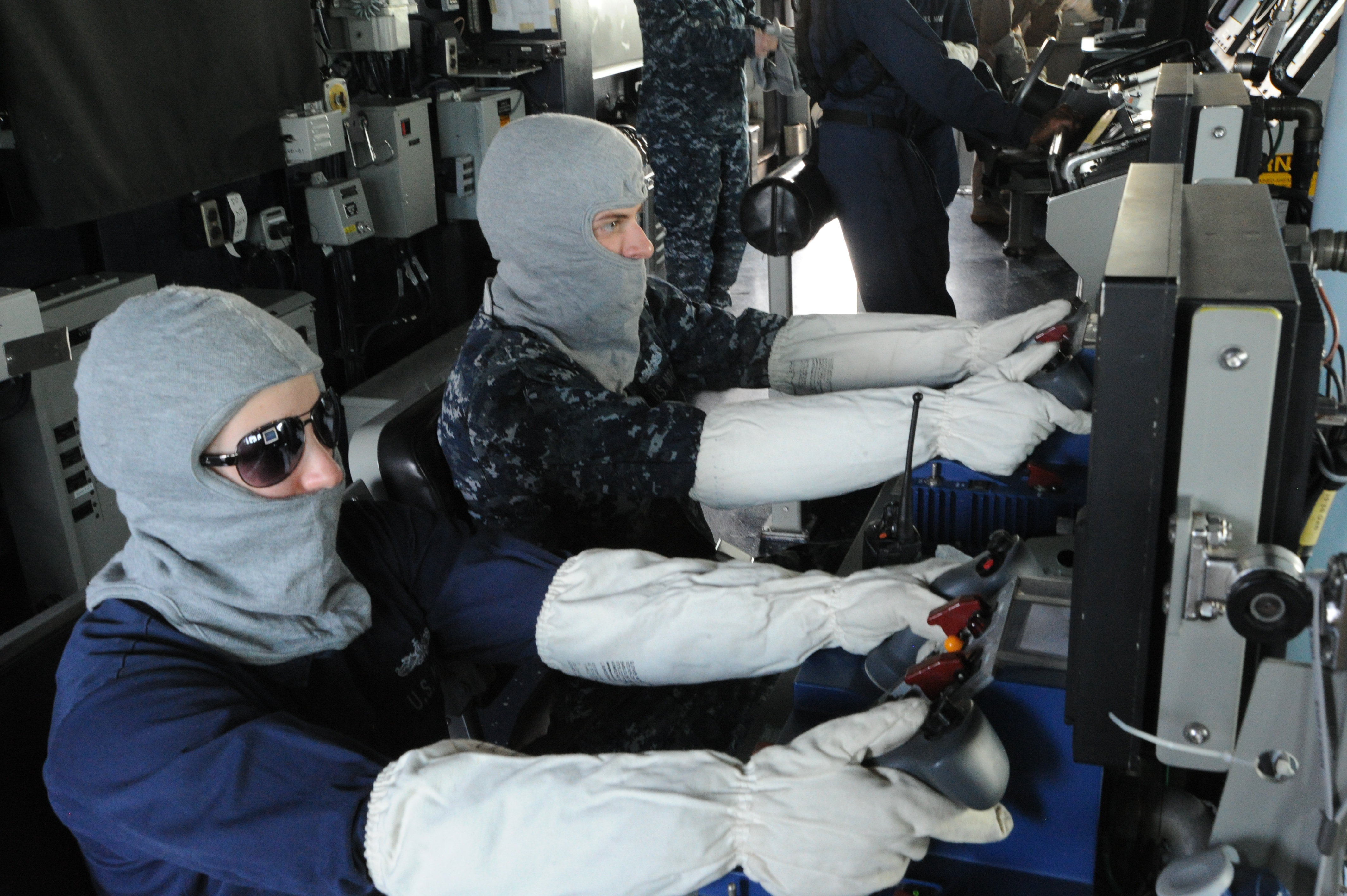
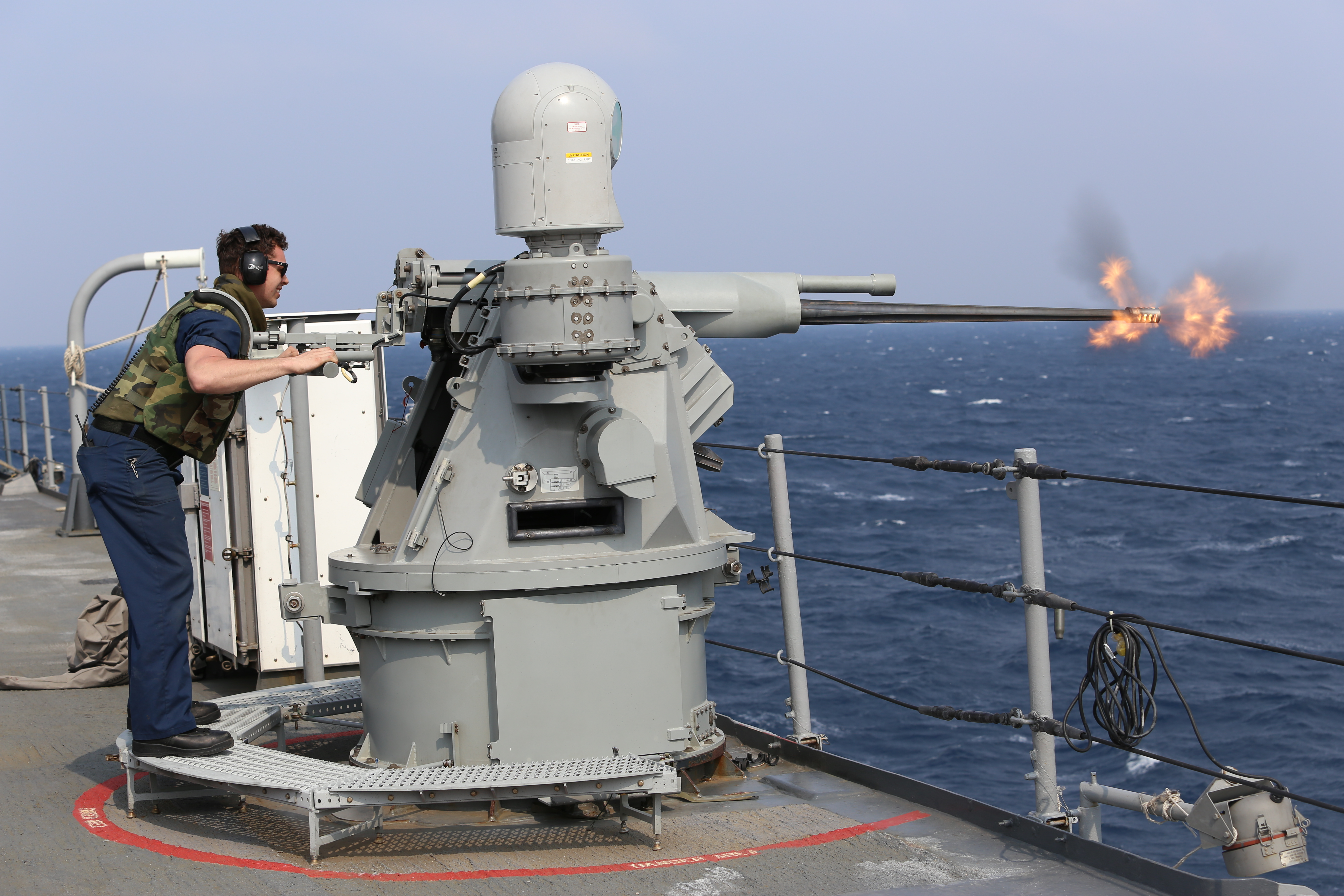

Боеприпасы
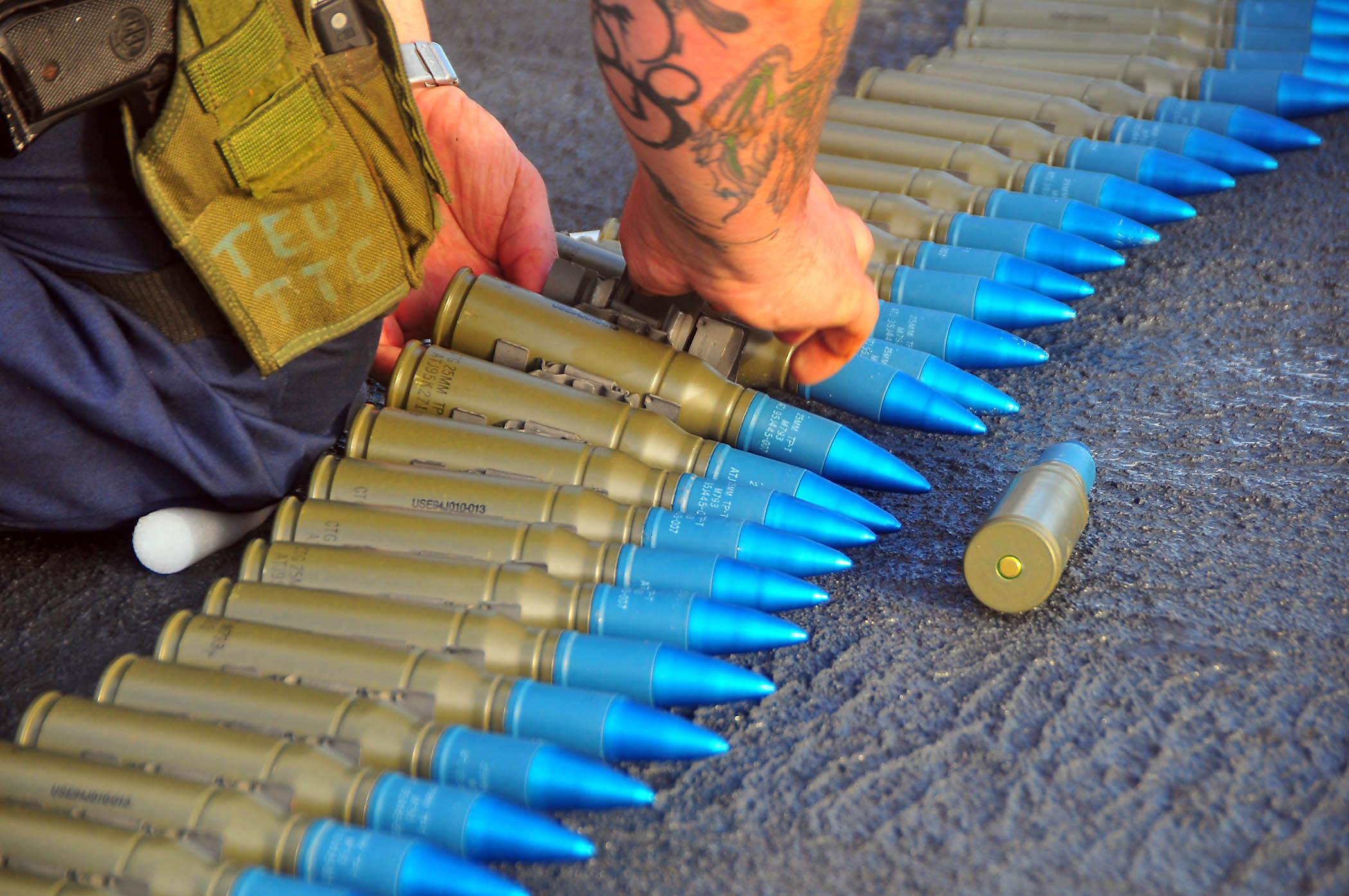
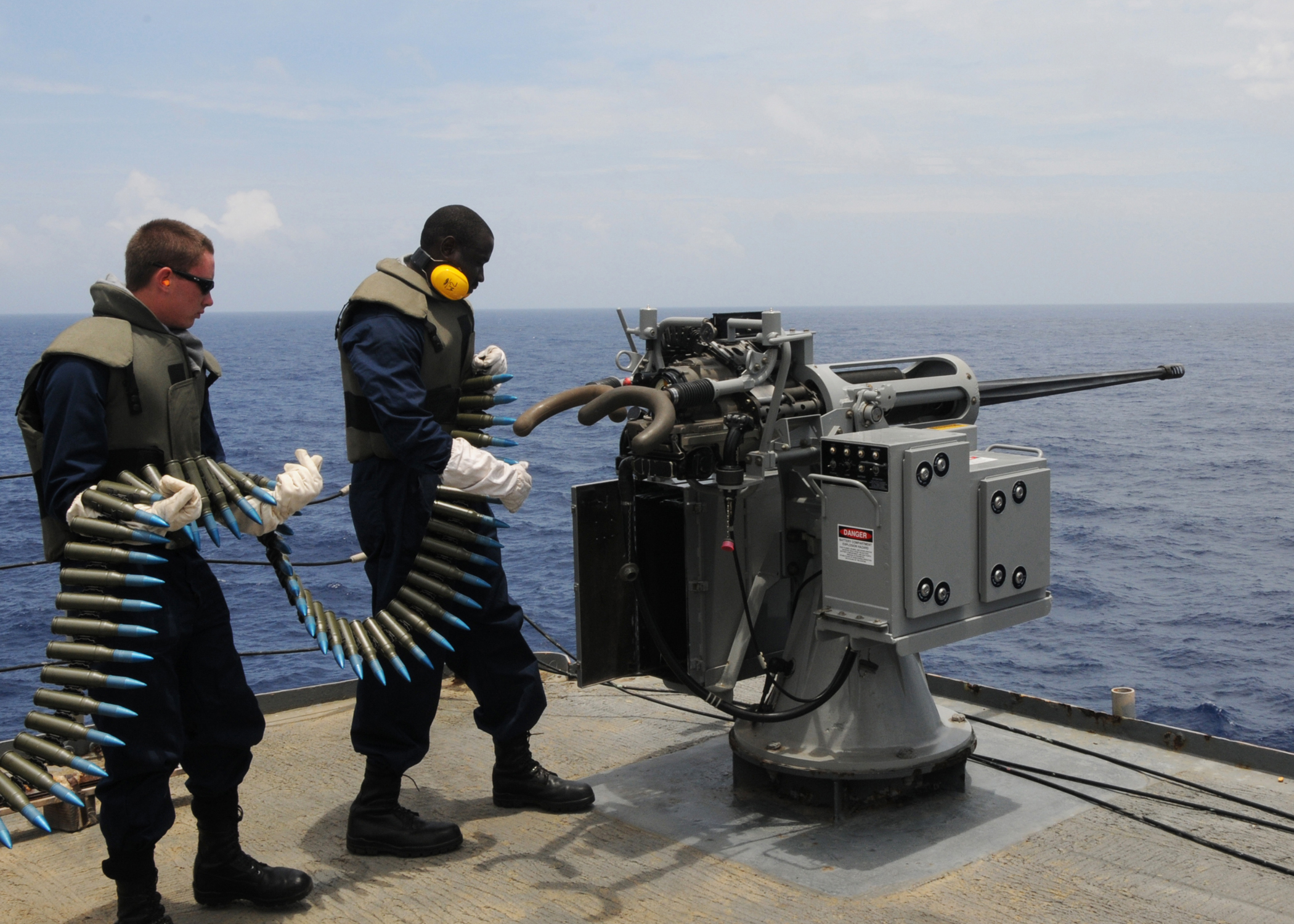
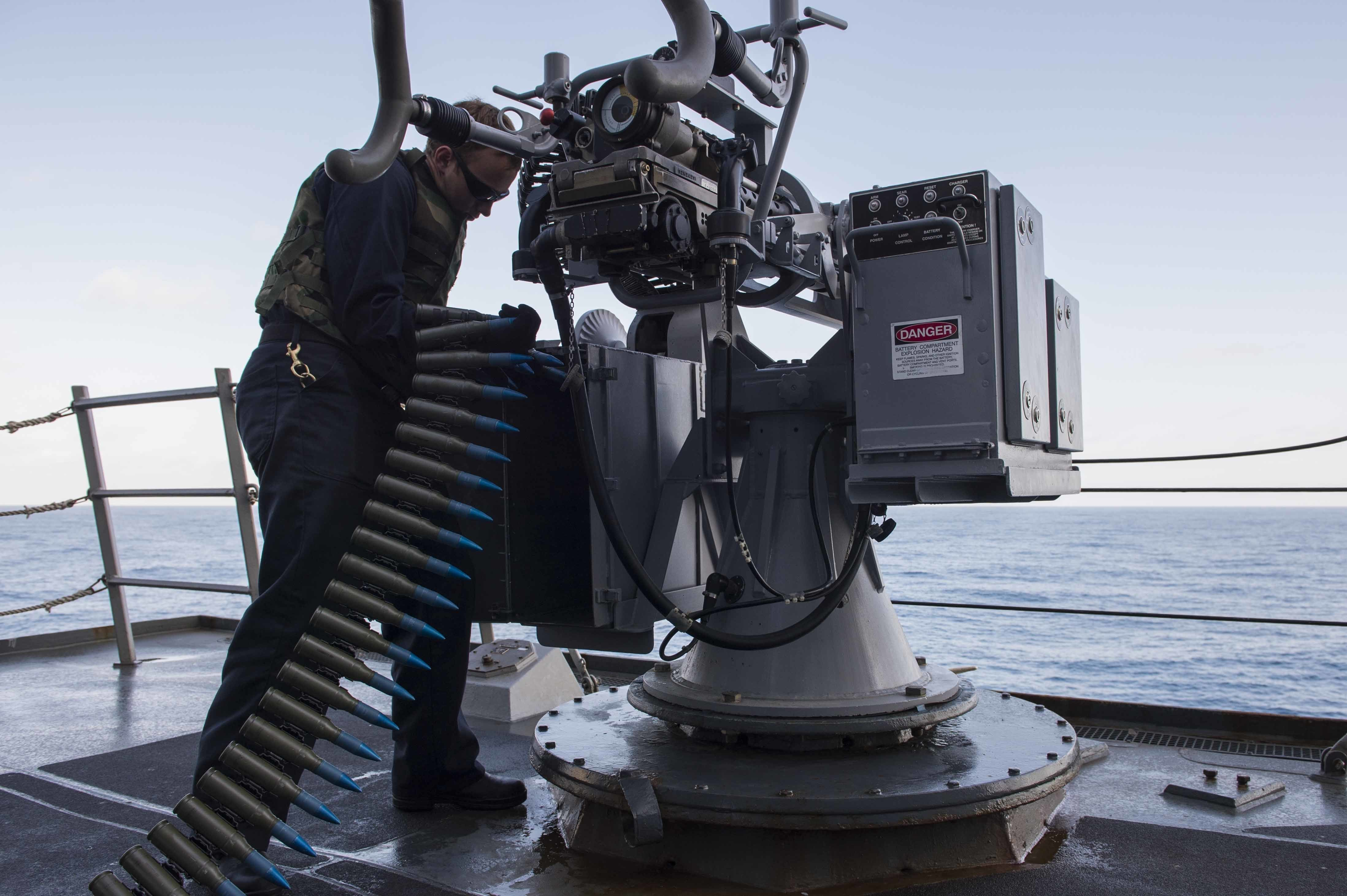
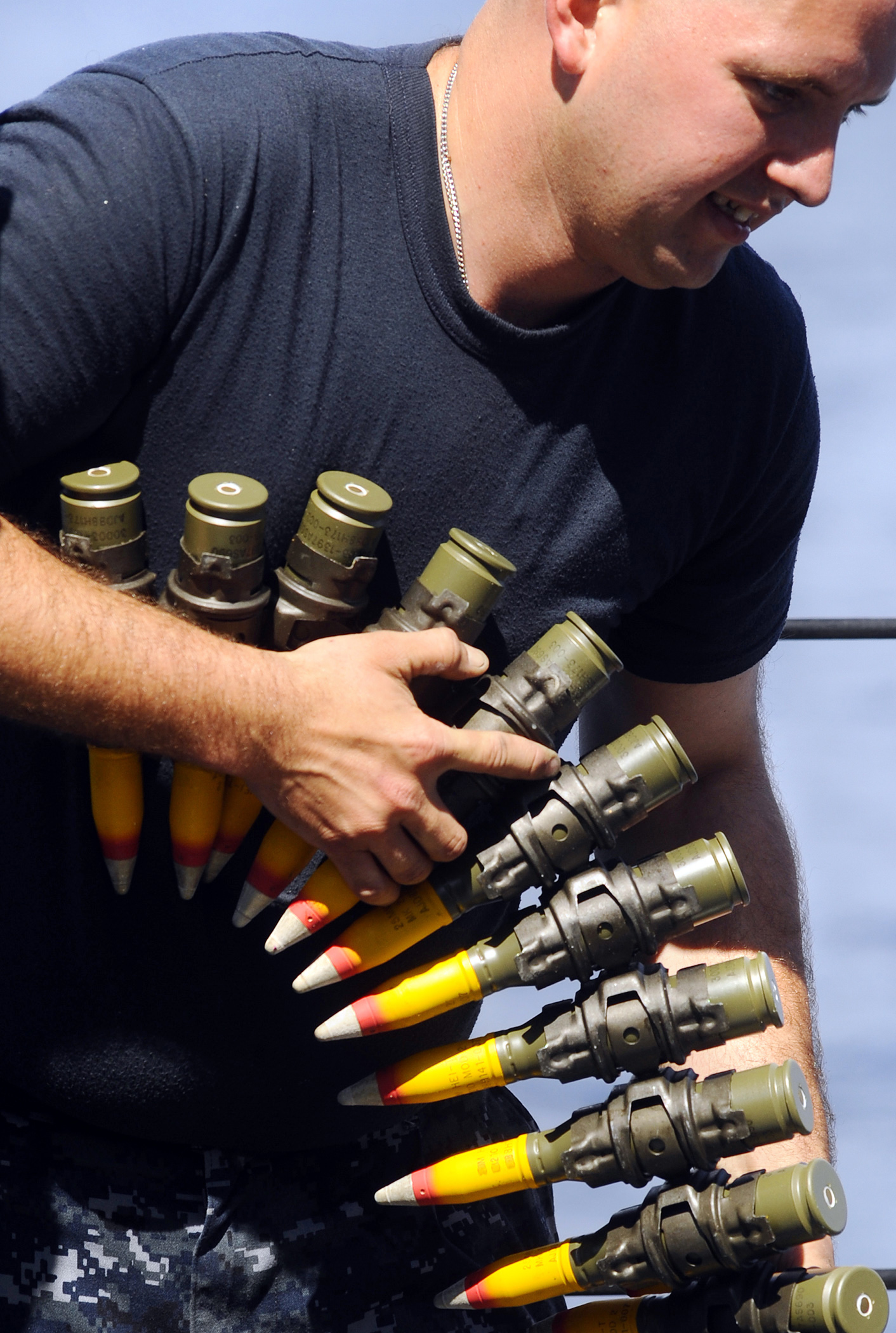
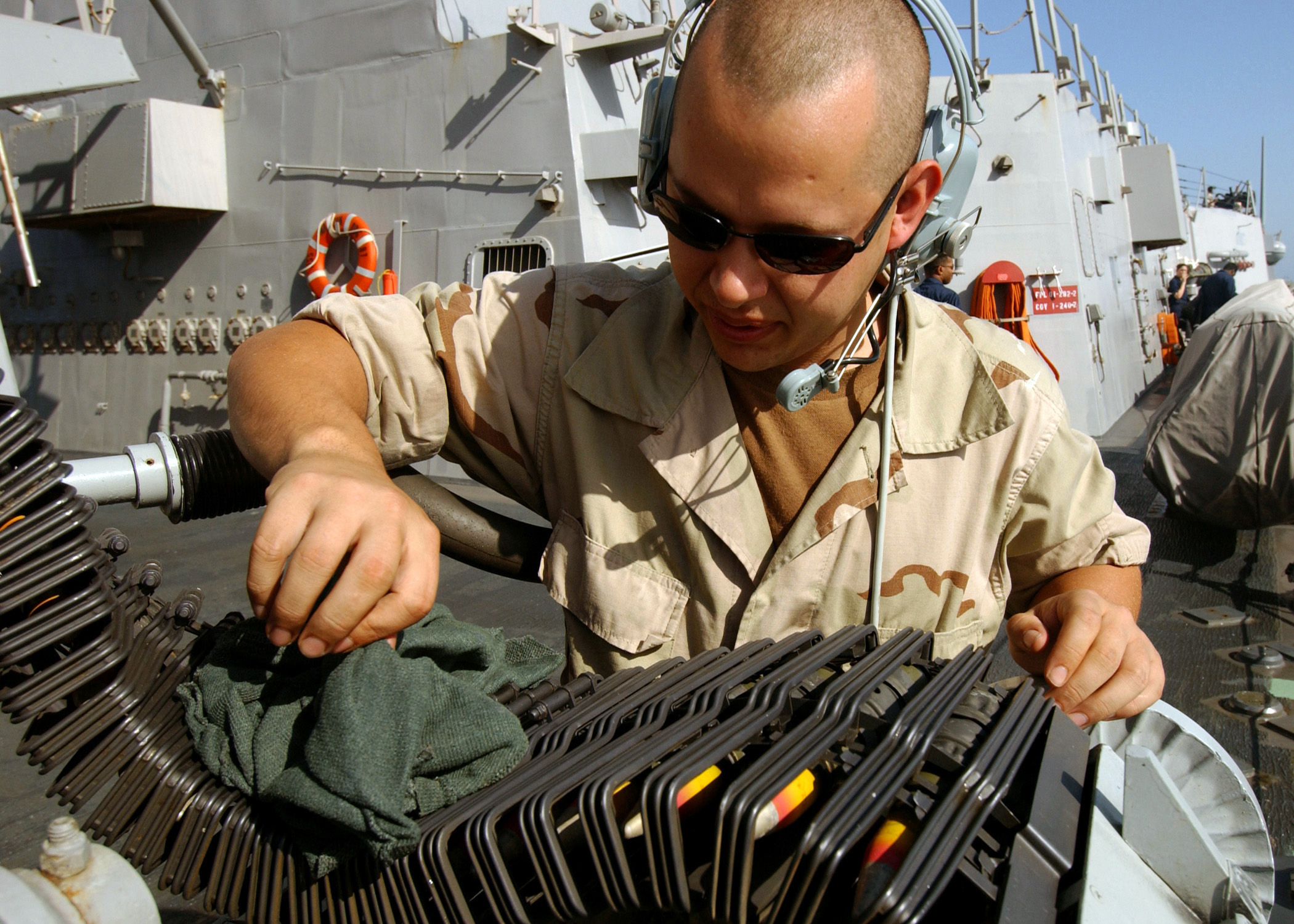
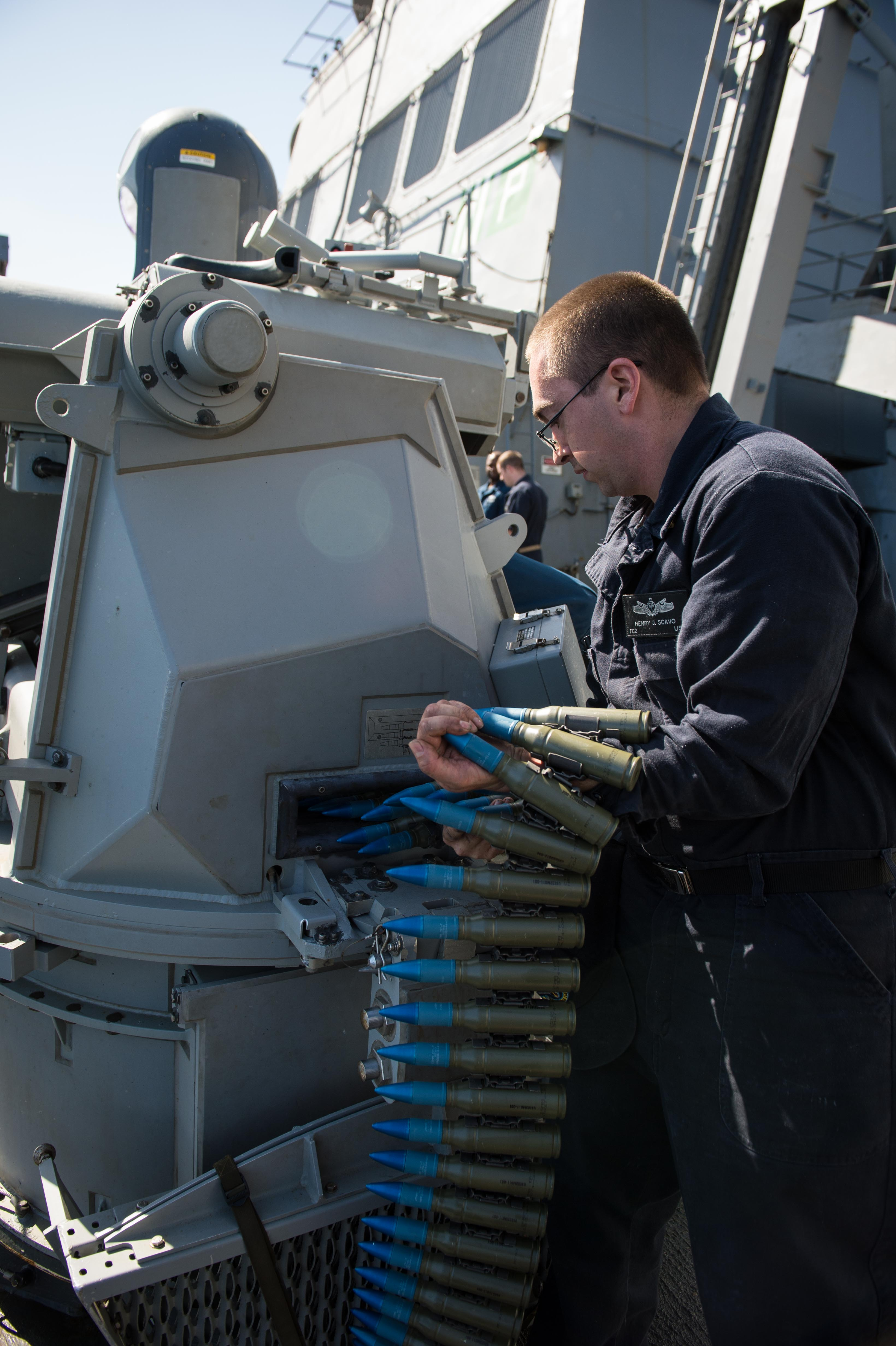
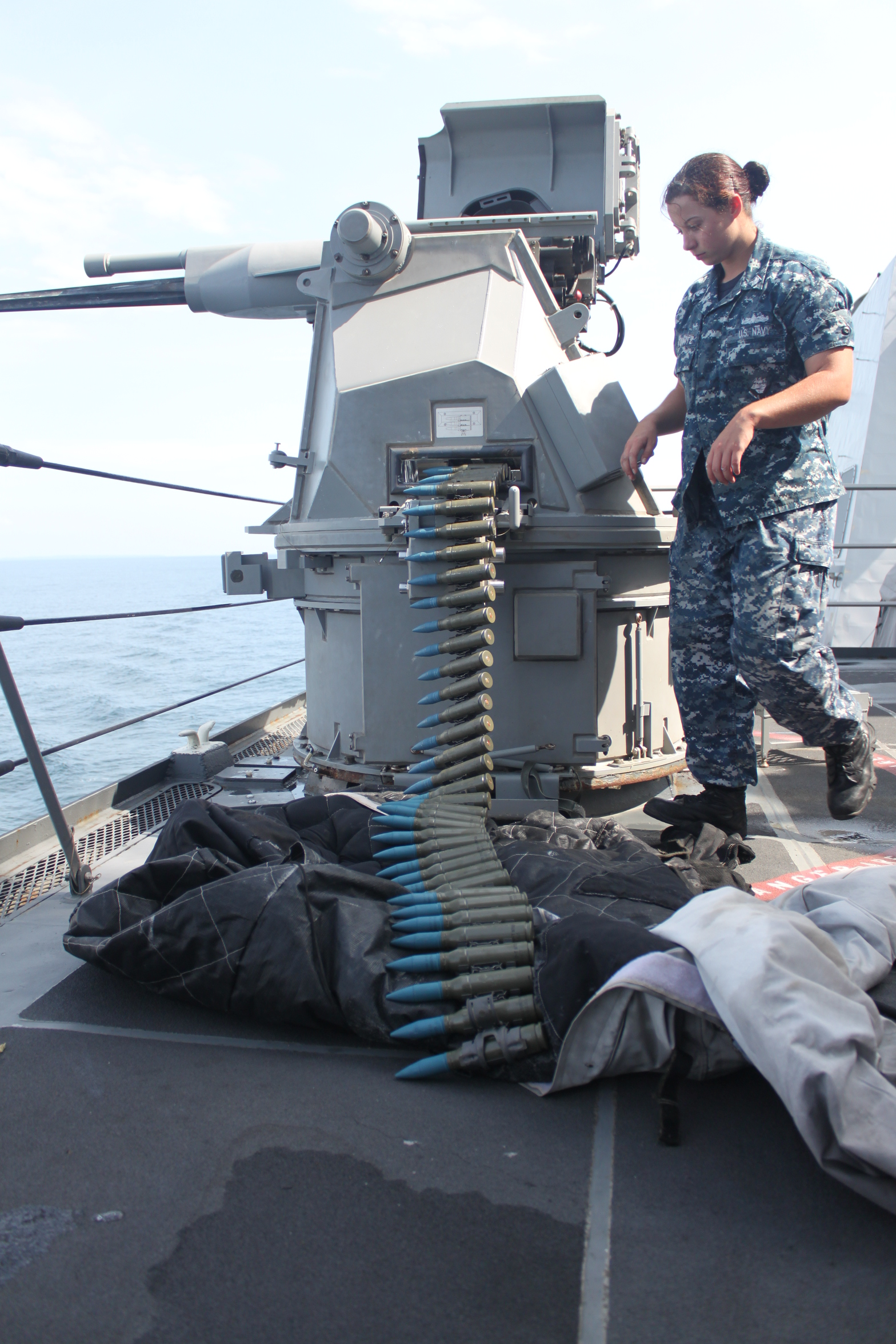
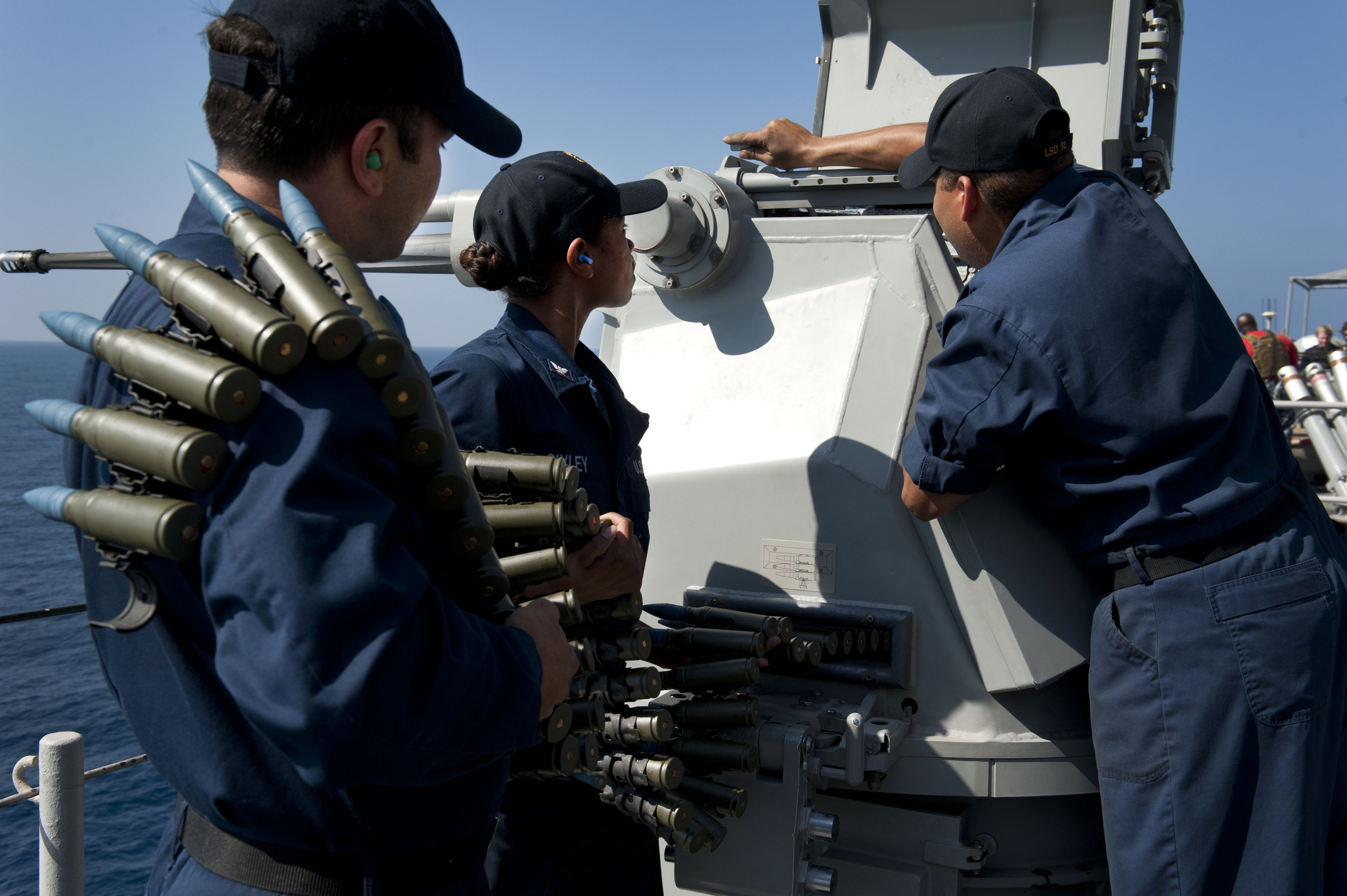